# كيف تخسرين رجلا في 10 أيام (فلم)
كيف تخسرين رجلاً في 10 أيام هو فيلم رومانسي كوميدي من إخراج دونالد بيتري، بطولة كلا من كيت هدسون، وماثيو ماكونهي. وهو يقوم علي كتاب الرسوم المُتحركة لميشيل ألكسندر وجيني لونج. كان أول صدور للفيلم في الولايات المتحدة في 7 فبراير 2003 ، وفي فرنسا في 11 يونيو 2003 .

## القصة
تدور أحداث الفيلم حول أندي أندرسون وهي كاتبة في مجلة، وهي مسئولة عن قسم «كيف....» خاص بالمرأة. كانت أندي تشعر بالملل الشديد وتريد أن تكتب عن موضوعات أكثر أهمية كالسياسة، والاقتصاد، والدين، والفقر وأشياء تهتم بها. ووعدتها مديرتها بتركها تكتب في ما تريد بشرط أن تثبت نفسها، وسُرعان ما تجد أندي نفسها تتكلف بكتابة مقال كيف تخسرين رجلاً في 10 أيام. أتت الفكرة لأندي عندما وجدت صديقتها المُقربة ميشيل (كاثرين هان) لديها حالة من الانهيار؛ بسبب هجر صديقها لها. كانت ميشيل مصدر إلهام لأندي بسبب فسخ علاقتها الكثيرة كلما تحصل علي حبيب. لذا فكرت أندي في مواعدة رجلاً لمدة عشر أيام وخلال العشرة أيام تقوم أندي بارتكاب معظم الأخطاء التي تقع فيها النساء في علاقاتهن؛ حتي تدفع هذا الرجل إلي هجرها في عشرة أيام.
وفي نفس الوقت بنجامين باري (ماثيو ماكونهي) منفذ إعلانات، يسعي جاهداً للحصول من مديره علي صفقة ألماس يقوم بالإعلانات لها. وأمامه فريق من انثتين تسعيان لأخذ الصفقة منه. ويشرح لمديره بالمثل «أن المرأة عندما تشعر بالشهوة تريد الشيكولاتة، ولكن عندما تشعر بالحب تريد الماس.»
تواجد منافسوا بنجامين في العمل في المجلة التي تعمل بها أندي صباح يوم، وعلموا بالمقال التي تنوي أندي كتابته عن كيفية فقدان الرجل في 10 أيام. كانت المنافستين تريدا أخذ الصفقة بأي طريقة من بينجامين ويصل الوضع في النهاية بالمُراهنة علي أن يجب علي بينجامين أن يوقع امرأة يختاروها له في حبه لمدة عشر أيام، ويأتي بها في الحفلة التي تقيمها شركة الماس لتختار منفذ إعلانها وعرض منتجاتها. وبالُصادفة كانت أندي أندرسون موجودة في الحانة المُجتمع بها بينجامين مع مديره ومنافستيه، قامت المنافستين باختيار أندي لتكون المرأة التي يراهنوا عليها والتي يجب علي بينجامين إيقاعها في حبه؛ بالرغم من علمهن عن المقالة التي تكتبها أندي ولكنهم أرادوا الاستيلاء علي الصفقة بأي طريقة.
لم تكن أندي تعلم بشأن رهان بينجامين، ولم يكن بينجامين أيضاً يعلم بشأن مقالها ولا أنها سوف تعمل علي فسخ العلاقة بينهما. كان بينجامين يحاول أن يجعل أندي تقع في حبه بأي طريقة مُمكنة، وكانت أندي تتعمد إغضاب بينجامين وفعل كل ما يثير غضبه وسخطه. حيث نقلت بعض من أغراضها في شقته وامتلكت أجزاء بشقته، وكانت تدعوه علي مباراة كرة السلة وقبل نهاية الوقت تطلب منه أن يذهب لإحضار لها شيئاً لتشربه وتفوته المباراة. ثم تجعل حارس امِلك التي يسكن بها بينجامين أن يعطيها نسخة من مفتاح شقة بينجامين، ثم تأتي إليه في ليلة لعب البوكر مع أصدقائه المقربين وتُفسد لهم الليلة بحركاتها التي تثير غضبه.
بالرغم من كل هذا يستمر بينجامين في علاقته بها لكي يفوز بالصفقة، ويعرض عليه أصدقائه الذهاب لجلسة مشورة الأزواج، لكي تزول خلافاتهم. وهناك تقترح الطبيبة (ميشيل صديقة أندي المتخفية) أن يذهبوا لدي والدا أندي لقضاء العطلة.
تحاول أندي إخبار مديرتها بأنها لا تستطيع كتابة المقال لأنها أحبت بينجامين، وترفض مديرتها. يدعو بينجامين أندي علي الحفلة الخاصة بشركات الماس؛ حيث يكسب صفقته هناك بمجرد التأكد من حب أندي له. وفي الحفلة يقوم مدير بنجامين بسؤال أندي إن كانت تحب بنجامين أولا وتجيب بنجامين بنعم. تكتشف بنجامين في الحفلة من خلال أصدقاء أندي بموضوع الرهان، في نفس الوقت التي تحكي فيه مديرة أندي لبنجامين عن مقال أندي.
بعد قطع علاقتهما تكتب أندي مقالها مع ذكر أنها خسر الرجل الذي أحبته حباً شديداً؛ يقرأ أندي المقال ويذهب إليها للتصالح معها.

## فريق العمل
- كيت هدسون: أندي أندرسون
- ماثيو ماكونهي: بينجامين باري
- كاثرين هان: ميشيل
- أني باريس: جيني
- آدم جولدبرج: توني
- توماس لينون: ثاير
- مايكل ميشيل: جودي سبيرز
- شالوم هالو: جودي الأخضر
- روبرت كلين: فيليب وارن (مدير بينجامين)
- بيبي نويورث: لانا جانج (مديرة أندي)
- مارفن هاملستش: مارفن هاملستش (الملحن)

## وصلات خارجية
- مقالات تستعمل روابط فنية بلا صلة مع ويكي بيانات

- فيلم كيف تفقد رجل في 10 أيام، بالإنجليزية، موفق ميجا شير